# Siraisan
Siraisan is een bestuurslaag in het regentschap Padang Lawas van de provincie Noord-Sumatra, Indonesië. Siraisan telt 1641 inwoners (volkstelling 2010).